# Falkenhof (Rheine)

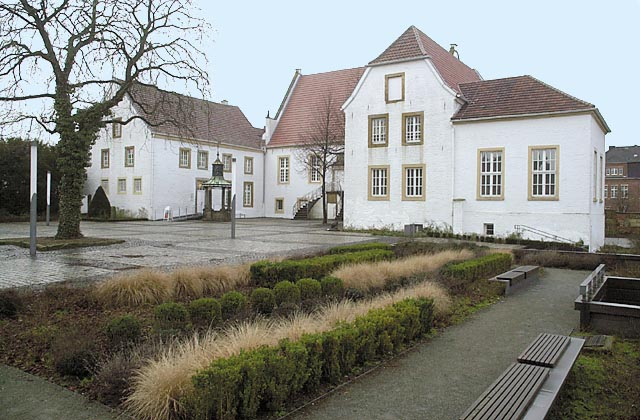
Falkenhof auch Villa Reni genannt.

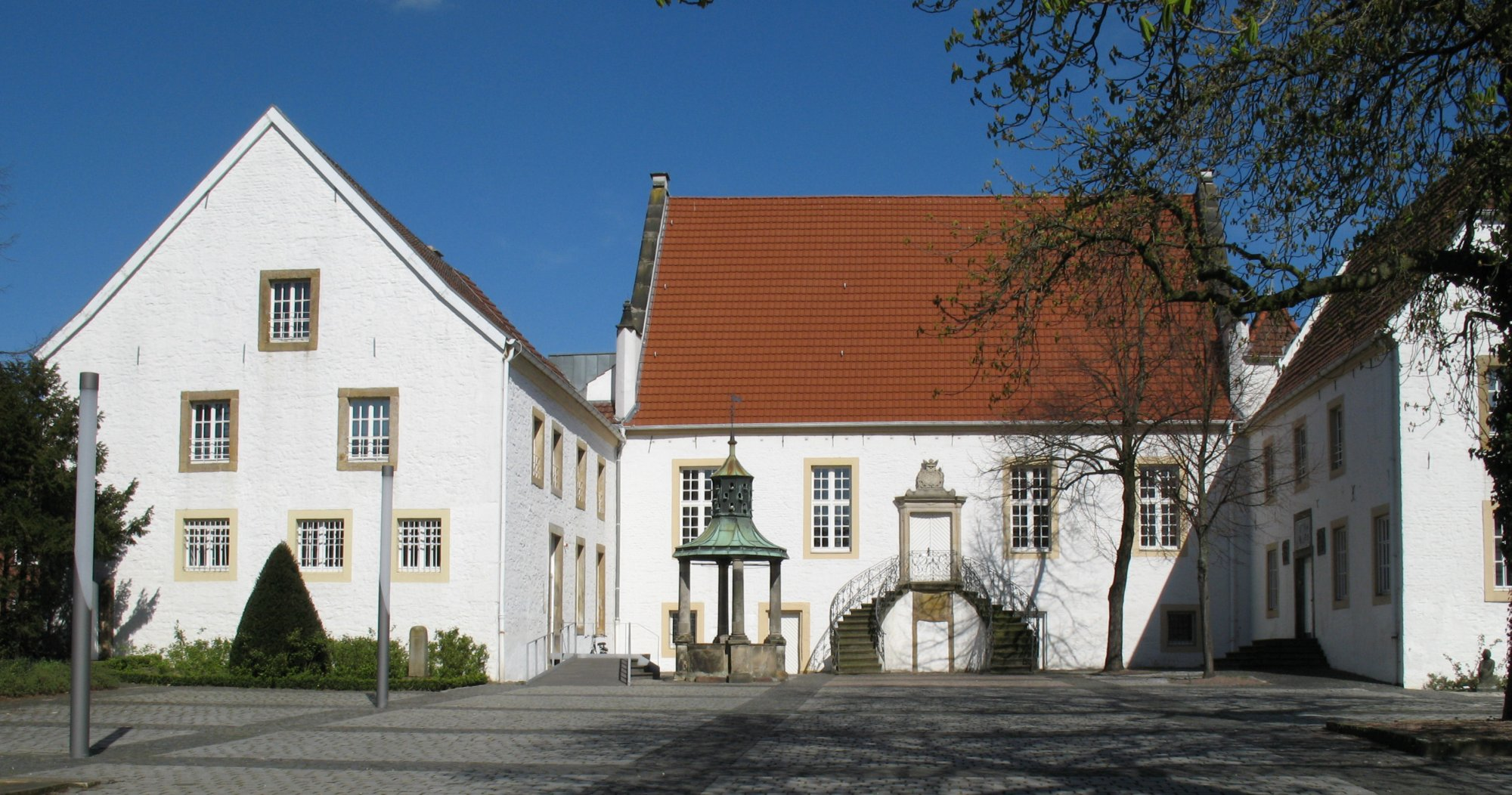
Falkenhof

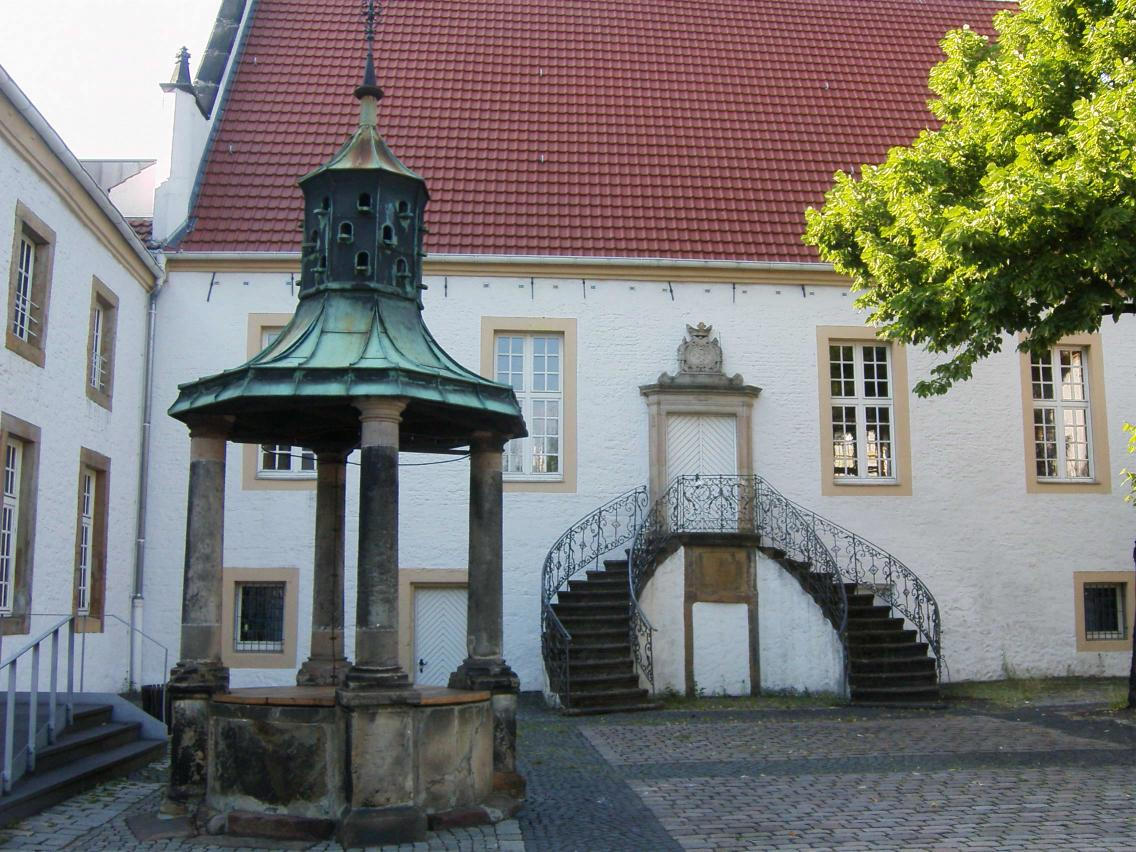
Innenhof mit Taubenbrunnen und Freitreppe

Falkenhof ist der Name eines ehemaligen Adelssitzes in Rheine. Der spätere Falkenhof ist aus einem karolingischen Königsgut hervorgegangen, das vermutlich Ende des 8. oder Anfang des 9. Jahrhunderts angelegt wurde. Dieses Königsgut wurde Villa Reni genannt und gilt als Keimzelle der heutigen Stadt Rheine. Die erste urkundliche Erwähnung der Villa Reni in einer Schenkungsurkunde Ludwigs des Frommen stammt aus dem Jahre 838. Die Gründung des Königsgutes geschah vor dem Hintergrund der fränkischen Missionierungs- und Besatzungspolitik im Zuge der Sachsenkriege Karls des Großen.
Das Gut erhielt im Jahr 1437 nach dem damaligen Besitzer von Valke den noch heute bestehenden Namen Falkenhof. 
In seinem Gesamteindruck wirkt der Falkenhof heute wie eine barocke Anlage; tatsächlich wuchs der Falkenhof aber in Jahrhunderten zu seinem heutigen Aussehen zusammen. Erhalten geblieben ist in der gesamten Hofanlage die für fränkische Königsgüter typische Form. Die Anlage befindet sich heute im Eigentum der Stadt Rheine und dient als Museum für Kunst und Geschichte sowie als Ort für Kulturveranstaltungen.

## Geschichte der Villa Reni und des Falkenhofes

### Gründung

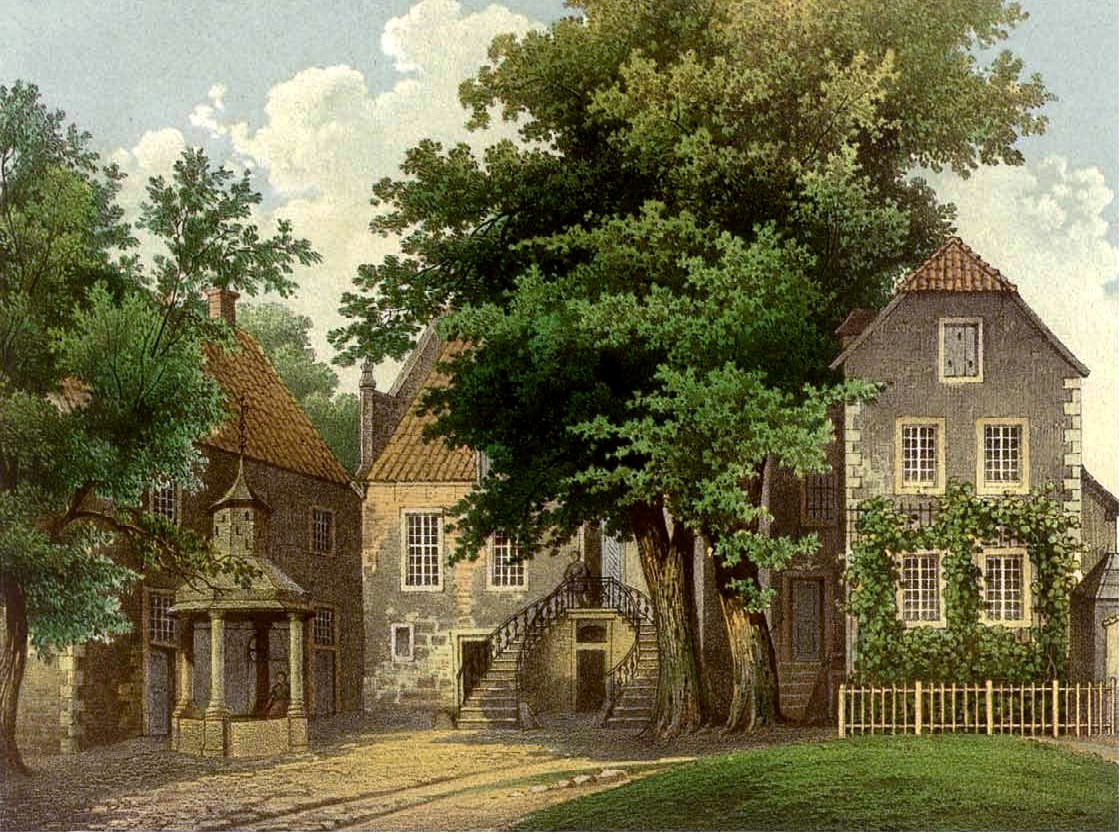
Rittergut Falkenhof um 1860, Sammlung Alexander Duncker

Die Villa Reni wurde vor dem Hintergrund der Sachsenkriege (772 bis 805) Karls des Großen gegründet. Nach Teilsiegen über den sächsischen Stamm der Westfalen begann Karl eine Siedlungs-, Missionierungs- und Besatzungspolitik, um die Sachsen in das fränkische Reich einzugliedern.
Zunächst musste zu diesem Zweck die in Rheine gelegene Emsfurt gegen die noch unruhigen Sachsen gesichert werden. Dazu legten die Franken auf einer Anhöhe direkt am westlichen Emsufer den rechteckigen, etwa 150 mal 75 Meter großen und befestigten Königshof Villa Reni neu an. In seiner Wirtschaftsstruktur entspricht eine Villa, so der Name für einen mittelalterlichen Gutshof, in etwa der eines kleinen Dorfes. Zudem diente das Gut wohl auch als Versorgungsstation für durchziehende fränkische Krieger.
Die Villa Reni schütze nicht nur die Emsfurt selbst, sondern auch zwei frühgeschichtliche Fernwege, die sich in unmittelbarer Nähe der Villa Reni kreuzten: Es waren dies der Hellweg vor dem Sandforde und die Friesische Straße. Der Hellweg führte von den IJsselstädten (Zwolle, Deventer, Arnhem) in den heutigen Niederlanden über Rheine nach Bremen und in die ostwestfälische Region um Minden sowie nach Paderborn. Die durch Rheine führende Friesische Straße ist eine der sieben von Karl dem Großen urkundlich bestätigten Fernhandelswege für den Handel der Friesen mit dem Binnenland. Zudem verband die Friesische Straße den jungen Bischofssitz in Münster mit seinen emsländischen und friesischen Sprengeln.
Wann genau die Villa Reni begründet wurde, ist nicht bekannt, es besteht wahrscheinlich aber eine zeitliche Nähe zu gleichen Vorgängen in Münster Ende des 8. und Anfang des 9. Jahrhunderts, denn die Missionierung der Sachsen durch Münsters ersten Bischof Liudger und die Sachsenkriege Karls des Großen fallen in einen engen räumlichen und zeitlichen Rahmen. Eine ältere Vorgängersiedlung an der Stelle der Vila Reni ist archäologisch nicht belegt. Die erste urkundliche Erwähnung der Villa Reni findet sich in einer auf den 7. Juni 838 datierten Schenkungsurkunde Kaiser Ludwig des Frommen, in der er neben anderen königlichen Gütern auch das Gut Reni dem Reichsstift Herford überschrieb.
Die Villa Reni (später auch Rene) war namensgebend für die später entstandene Stadt Rheine. Eine These nimmt als Herkunft des Namens den keltischen Begriff reni an, der so viel wie „schnell fließen“ bedeutet; eine andere These sieht die Wurzeln des Wortes reni in der altsächsischen Sprache. Erhalten geblieben ist dieser Begriff in den hochdeutschen Worten „rinnen“ und „Rinne“. Die Ems durchfließt unterhalb des Falkenhofes mit schneller Strömung eine nur etwa 50 Meter breite Engstelle, die wegen ihrer hohen Uferwälle wie eine Rinne wirken kann; dieser Umstand war also vermutlich ursächlich für die Namensgebung des Hofes.

### Die Herren der Villa Reni und des Falkenhofes
Das Benediktinerinnenstift Herford gab den Hof als Lehen an wechselnde adelige Familien. Den Herren von Hake folgten ab 1371 die Herren von Valke (auch Valcke), durch die der Name Falkenhof erstmals für das Jahr 1437 belegt ist. Durch eine Heirat der Anna von Valke mit Dietrich von Morrien im Jahr 1521 fällt der Hof an die Familie von Morrien, unter der der Falkenhof eine Blütezeit erlebt. Im Jahr 1799 geht der Hof schließlich in nichtadeligen Privatbesitz über. Hierzu zählten die Familie Basse, die 1840 geadelt wurde. Ab Mitte des 19. Jahrhunderts wird der Falkenhof auch öffentlich zugänglich. 
Im Jahr 1949 kauft die Stadt Rheine den Hof und renoviert ihn Schritt für Schritt bis in die 70er Jahre hinein.
| - Wappen an Gebäuden des Falkenhof - Am Torhaus - Über der Freitreppe - Moryen/Bveren - Moryen/Recke |

### Baugeschichte
Seine letzten großen Um- und Ausbauten erlebte der Falkenhof im Vorfeld der Regionale 2004. Während dieses Umbaus wurden unterirdische Gänge entdeckt, die ursprünglich als Fluchtwege angelegt worden sein könnten, aber spätestens ab dem 17. Jahrhundert von den Bewohnern des Gutes als Abfallgruben genutzt wurden. Bei den Ausgrabungen wurde eine Vielzahl von Gebrauchsgegenständen aus der Zeit vom 17. bis zum 19. Jahrhundert entdeckt, von denen manche heute im Museum zu besichtigen sind.
Literatur:
Fred Kaspar / Peter Barthold: Der Falkenhof in Rheine. Untersuchungen zur Baugeschichte und Bedeutung. In: Zeitschrift Westfalen Band 81 / Münster 2003, S. 9–52.

## Falkenhof-Museum
Das Städtische Museum ist seit 1962 im Falkenhof eingerichtet. Seitdem wurden die Sammlungen stetig erweitert und gliedern sich heute im Wesentlichen in vier thematische Schwerpunkte:

### Stadtgeschichte
Das Falkenhof-Museum beherbergt unter anderem eine Abteilung für die Ur- und Frühgeschichte im Siedlungsraum Rheine. Ausgestellt sind Waffen, Werkzeuge, Urnen und Haushaltsgegenstände. Prunkstück der Ausstellung ist ein nur wenige Millimeter starker Abdruck einer 3500 Jahre alten Körperbestattung, die unter einem Grabhügel in Altenrheine entdeckt wurde. Einen großen Raum nimmt die Dokumentation der Wehr- und Waffengeschichte der Stadt ein. Interaktiv mit Ton und Bild werden die Besucher spektakulär durch eine Ausstellung mittelalterlicher Waffen und der Stadtbefestigungen Rheines geführt. Ebenso wird hier das Original der Rheiner Nepomukstatue aufbewahrt.

### Grafikkabinett
Das Grafikkabinett umfasst eine mehrere tausend Werke zählende Sammlung, in der so bekannte Künstler wie Picasso, Goya oder Dürer vertreten sind. Die Grafiken werden in wechselnden Ausstellungen jeweils unter verschiedenen künstlerischen Aspekten präsentiert.

### Kasimir-Hagen-Sammlung
Stolz ist das Falkenhof-Museum auf die Kunstsammlung des Kölners Kasimir Hagen (1887–1965), die zu einem Großteil im Besitz des Museums ist. Kern der Sammlung bilden Gemälde des 20. Jahrhunderts, romantische Landschaftsdarstellungen des 19. Jahrhunderts, Werke aus dem Biedermeier sowie religiöse Kunst. Ein Teil der Werke des Grafikkabinetts stammt ebenfalls aus der Kasimir-Hagen-Sammlung.

### Rheiner Künstler
Werke von in Rheine geborenen oder ansässigen Künstlern mit überregionaler Bedeutung nehmen einen breiten Raum ein, so zum Beispiel die Maler Carl Murdfield, Carl Weddige, Ludwig Wenzel und Karl Wenzel, Carlo Mense und der Bildhauer Joseph Krautwald.